# Thermoplasmatales
Thermoplasmatales (лат.) — порядок архей из типа эвриархеот (Euryarchaeota), единственный в классе Thermoplasmata.

## Описание
Все термоплазмы являются ацидофилами, обитающими в кислой среде с оптимальным pH < 2,0. Наиболее ацидлофильными организмами этого класса считаются Picrophilus, отмеченные в средах с pH 0,06. Большинство организмов не имеют клеточной стенки, хотя есть и исключения из этого правила (Picrophilus). Для термоплазм также характерна термофильность.
Один из представителей класса — термоплазма Thermoplasma acidophilum обладает минимальным известным размером генома для свободноживущих прокариот (примерно в 3 раза меньше генома кишечной палочки).
Термоплазму рассматривают как одного из вероятных симбионтов, сформировавших ядра первых эукариотических клеток.

## История открытия
Первый организм этого класса, Thermoplasma acidophilum, был выделен в 1970 году в подверженных саморазогреву месторождениях каменного угля. Верхняя и нижняя температурные границы роста составляли 45 и 62 °C, оптимальная температура — 59 °C, оптимальный pH — 2,0. Морфологически и цитологически организм был сходен с микоплазмой и по аналогии получил название «термоплазма». Термоплазмы характерны необычайно высокой стабильностью мембраны по отношению к воздействию высоких температур, кислотности, литических ферментов, детергентов, осмотического шока.

## Классификация
На июнь 2017 года в порядок Thermoplasmatales включают следующие семейства и роды:
- Семейство Cuniculiplasmataceae Golyshina et al. 2016
  - Род Cuniculiplasma Golyshina et al. 2016 (1 вид)
- Семейство Ferroplasmaceae Golyshina et al. 2000
  - Род Acidiplasma Golyshina et al. 2009 (2 вида)
  - Род Ferroplasma Golyshina et al. 2000 emend. Hawkes et al. 2008 (1 вид)
- Семейство Picrophilaceae Schleper et al. 1996
  - Род Picrophilus Schleper et al. 1996 (2 вида)
- Семейство Thermoplasmataceae Reysenbach 2002
  - Род Thermoplasma Darland et al. 1970 (2 вида)
- Роды incertae sedis
  - Род Thermogymnomonas Itoh et al. 2007 (1 вид)

### Альтернативная классификация
По данным Национального центра биотехнологической информации (NCBI), на июнь 2017 года классификация и порядка Thermoplasmatales, и класса Thermoplasmata отличается от приведённой выше, например, в последнем выделяют 2 порядка:
- Порядок Methanomassiliicoccales Iino et al. 2013
  - Семейство Methanomassiliicoccaceae Iino et al. 2013
    - Род Methanomassiliicoccus Dridi et al. 2012 (1 вид)
- Порядок Methanomassiliicoccales Reysenbach 2002
  - Семейство Cuniculiplasmataceae Golyshina et al. 2016
    - Род Cuniculiplasma Golyshina et al. 2016 (1 вид)

  - Семейство Ferroplasmaceae Golyshina et al. 2000
    - Род Acidiplasma Golyshina et al. 2009 (2 вида)
    - Род Ferroplasma Golyshina et al. 2000 emend. Hawkes et al. 2008 (3 вида)

  - Семейство Picrophilaceae Schleper et al. 1996
    - Род Picrophilus Schleper et al. 1996 (2 вида)

  - Семейство Thermoplasmataceae Reysenbach 2002
    - Род Thermoplasma Darland et al. 1970 (2 вида)

  - Роды incertae sedis
    - Род Thermogymnomonas Itoh et al. 2007 (1 вид)